# Havyard 936
Havyard 936 bezeichnet einen Schiffstyp von Doppelendfähren. Von dem Schiffstyp wurden fünf Einheiten für die norwegische Reederei Fjord1 gebaut.

## Geschichte
Die Schiffe wurden auf der Werft Havyard Ship Technology in Leirvik i Sogn gebaut. Die Rümpfe wurden von der türkischen Werft Cemre Shipyard zugeliefert. Der Schiffsentwurf stammte vom norwegischen Schiffsarchitekturbüro Havyard Design & Solutions in Fosnavåg.

## Beschreibung
Die Schiffe verfügen über einen Hybridantrieb. Sie werden in erster Linie elektrisch angetrieben. Hierfür stehen zwei Elektromotoren mit jeweils 1200 kW Leistung zur Verfügung, die jeweils eine Propellergondel an den beiden Enden der Fähren antreiben. Für die Stromversorgung stehen Lithium-Ionen-Akkumulatoren als Energiespeicher zur Verfügung. Die Kapazität der Energiespeicher der ersten drei Fähren beträgt 2938 kWh, die der letzten beiden Fähren 1808 kWh. Zusätzlich sind die Schiffe mit vier von Volvo-Penta-Dieselmotoren des Typs D16 mit jeweils 500 kW Leistung angetriebenen Generatoren ausgestattet und können somit auch dieselelektrisch angetrieben werden. Die Dieselmotoren können mit Biodiesel betrieben werden.
Die Schiffe verfügen über ein durchlaufendes, 104,4 Meter langes Fahrzeugdeck mit vier Fahrspuren. Auf einer Seite der Schiffe befindet sich ein weiteres, über Rampen zugängliches Fahrzeugdeck mit zwei Fahrspuren. An den beiden Enden der ersten drei Fähren befinden sich nach oben aufklappbare Visiere, hinter denen sich klappbare Rampen befinden. Diese Fähren werden auf einer relativ exponierten Strecke über den Sulafjord eingesetzt. Die letzten beiden Fähren sind an den Enden nur mit klappbaren Rampen ausgestattet. Sie verkehren zusammen mit der Hjørundfjord auf einer weniger exponierten Strecke über den Storfjord.
Die Fahrzeugdecks sind im mittleren Bereich von den Decksaufbauten überbaut. Das Steuerhaus ist mittig auf die Decksaufbauten aufgesetzt. An Bord befindet sich für die Passagiere ein Kiosk.
Die Durchfahrtshöhe unter den Decksaufbauten beträgt auf dem durchlaufenden Fahrzeugdeck 5 Meter, die maximale Achslast 15 t. Auf dem seitlichen Fahrzeugdeck beträgt die Durchfahrtshöhe 3 Meter, die maximale Achslast beträgt hier 3 t. Auf den Fahrzeugdecks ist Platz für 120 Pkw. Die Passagierkapazität beträgt 394 Personen.

## Schiffe
| Havyard 936 | Havyard 936 | Havyard 936 | Havyard 936                                     | Havyard 936         |
| Bauname     | Baunummer   | IMO-Nummer  | Kiellegung Stapellauf Fertigstellung            | Strecke             |
| ----------- | ----------- | ----------- | ----------------------------------------------- | ------------------- |
| Hadarøy     | 136         | 9832286     | 23. Januar 2018 12. Juni 2018 14. Dezember 2018 | Hareid–Sulesund     |
| Suløy       | 137         | 9832298     | 23. Januar 2018 11. August 2018 6. Februar 2019 | Hareid–Sulesund     |
| Giskøy      | 138         | 9832303     | 23. Januar 2018 10. Oktober 2018 19. März 2019  | Hareid–Sulesund     |
| Rovdehorn   | 139         | 9832315     | 19. Juni 2018 28. November 2018 9. Juli 2019    | Sykkylven–Magerholm |
| Skopphorn   | 140         | 9832327     | 31. Juli 2018 8. März 2019 10. Oktober 2019     | Sykkylven–Magerholm |

Die Schiffe fahren unter der Flagge Norwegens. Heimathafen ist Florø.